# دمار مؤكد (استراتيجية)
دمار مؤكد في الإستراتيجية العسكرية يعرف التدمير المؤكد بردع السلوكيات أو الخيارات لأنها سوف تؤدي إلى عواقب كبيرة. وقد تمت المناقشة في أغلب الأحيان على أنه تدمير مضمون بشكل متبادل بافتراض وجود طرفين في النزاع حيث ينشأ مفهوم التدمير المؤكد في بعض الأحيان النقاش حول عقوبة الإعدام وحول التكنولوجيا الحيوية.

## مفاهيم
من أجل نجاح إستراتيجية التدمير:
- يجب أن يعرف التهديد مقدما.
- يجب أن يكون التهديد ذو مصداقية سواء في قدرة الخصم.
- يجب أن يتصرف هدف الإستراتيجية بناء على المصلحة الذاتية إلى الحد الذي يكون فيه التهديد فعال.

تشمل الأمثلة على محاولات تحديد شروط التدمير المؤكد ما يلي:
- خطة حقوق المساهمين[1]
- العقوبات المالية الشديدة لحيازة المخدرات.

عندما يتم تطبيق مفهوم التدمير المؤكد في عقيدة القانون فإنه غالبا ما ينتقده مؤيدو العدالة الذين يشيرون إلى أن التدمير المؤكدة نادر ما ينفذ بصرامة أو سلامة الإجراءات وهذا ساهم في الجدل حول عقوبة الإعدام
يرى علماء النفس أن الوعود بالعقاب يبدو أنها لا تلعب سوى دور ضئيل أو لا دور لها في ردع سلوك البالغين ولا ينبغي الخلط بين تكتيكات التدمير المضمونة وتكتيكات «التأمين» مثل التعريفات التجارية.